# Abu Azrael

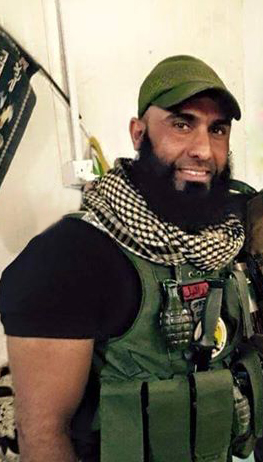
Abu Azrael

Ayyoub Faleh al-Dündar (* 1977 oder 1978), bekannt als Abu Azrael (arabisch أبو عزرائيل, DMG Abū ʿAzrāʾīl ‚Vater Azraels‘) oder auch Todesengel, ist ein populärer irakischer Kommandeur der schiitischen Imam-Ali-Brigaden, welche gegen die IS-Terrororganisation kämpfen.

## Leben
Al-Dündar ist ein ehemaliger Milizionär der Mahdi-Armee von Muqtada as-Sadr und tritt in sozialen Medien als Sympathieträger/Testimonial zur Rekrutierung von Kämpfern auf. Eine von ihm regelmäßig verwendete und popularisierte Redewendung lautet illā tahīn / إلا طحين, in der Bedeutung, dass von seinen IS-Gegnern nur Mehl übrig bleiben werde.